# Ефель
Ефель (англ. dredging waste, dredging tailings; нім. Schwimmbaggerbetriebsabgänge m pl) — дрібнозернистий матеріал (дрібніший за 12 — 16 мм), який відокремлюється промивкою і класифікацією на грохотах пісків розсипних род. золота, платини, алмазів, олова, вольфраму, титану тощо.
Ефель звичайно має підвищений вміст цінних компонентів і збагачується гравітаційними методами на шлюзах, концентраційних столах, у відсаджувальних машинах, важких середовищах, на ґвинтових сепараторах тощо; для золотовмісних Е. застосовують також ціанування і амальґамацію.